# San Vito di Leguzzano
San Vito di Leguzzano (velenceiül San Vito de Łegusan) település Olaszországban, Veneto régióban, Vicenza megyében. Lakosainak száma 3558 fő (2023. január 1.). San Vito di Leguzzano Malo, Marano Vicentino, Monte di Malo és Schio községekkel határos.

## Népesség
A település népességének változása:
| Lakosok száma | 3605 | 3541 | 3558 |
|               | 2017 | 2018 | 2023 |